# Geelvleugelzanger
De geelvleugelzanger (Vermivora chrysoptera) is een zangvogel uit de familie Parulidae (Amerikaanse zangers).

## Verspreiding en leefgebied
Deze soort komt voor in oostelijk Noord-Amerika en overwintert van Guatemala tot noordwestelijk Zuid-Amerika en de Grote Antillen.